# Partido Demócrata de Misiones
El Partido Demócrata de Misiones es un partido político conservador de la provincia de Misiones, Argentina. Es el partido provincial del Partido Demócrata.

## Historia
En el año 2018 en argentina, antiguos partidos de distintas provincias se unen con el objetivo de consolidar y obtener la personería jurídica del Partido Demócrata a nivel nacional. Que más tarde integraría la coalición Juntos por el Cambio para dar apoyo a la fórmula Macri-Pichetto en las elecciones presidenciales de Argentina de 2019.
Años más tarde, el partido consigue ser reconocido por la justicia electoral de Misiones en el año 2021, obteniendo su personería jurídica como partido provincial el 17 de marzo de dicho año.
En el año 2023, el partido ha enfrentado desafíos en su búsqueda de coaliciones políticas efectivas. Su intento de integración con los Libertarios y el espacio liderado por Javier Milei se ha visto obstaculizado en parte debido a su naturaleza conservadora. A pesar de compartir algunas similitudes en su posición opositora, los conflictos de intereses han limitado en gran parte, la colaboración efectiva entre estas fuerzas políticas a nivel provincial.
Tras los adversos resultados electorales del año 2023, el partido experimentó una significativa reducción en su base de apoyo. La desvinculación de sectores afines a Victoria Villarruel y la renuncia anticipada de su presidente, Jorge Mhor, adelantaron las elecciones internas con el objetivo de frenar la migración de afiliados hacia otros sectores libertarios alineados con Javier Milei.
En el año 2025, a pesar de contar con una administración reducida, el partido muestra una leve recuperación, sostenida por nuevas alianzas estratégicas a nivel local. En la ciudad capital, compite mediante cuadros y militantes provenientes de Unión y Libertad, una agrupación política originada en el círculo de Pedro Puerta y sacudida por el escándalo de pedofilia vinculado a Germán Kiczka. Posteriormente, dicha agrupación se "fragmentó" y varios de sus militantes se incorporaron al Frente Renovador y al Partido Demócrata. La estructura del partido se mantiene influenciada por sectores de docentes y jubilados, que han desempeñado un rol central en la toma de decisiones y su conformación electoral.

### Elecciones provinciales 2021
Para las elecciones provinciales de Misiones del 2021 el partido forma una alianza con la agrupación NOS, presentándose con el sublema único ''Partido Demócrata + NOS''. En dichas elecciones se logra un total de 9.589 votos, correspondientes al 1,84% del total provincial. Siendo este el partido de centro derecha que más votos cosechó.

### Elecciones provinciales 2023
En las elecciones provinciales de Misiones del 2023, el Partido Demócrata de Misiones se presenta de manera independiente.
Los candidatos del PD Misiones son, para la fórmula gobernador y vicegobernador: Jorge Pelinski y Marilene Ré. Nelly Zart encabezará la lista de diputados provinciales y Jorge Mohr como intendente de la ciudad capitalina.
Se presenta además cinco sublemas propios en los municipios de Posadas, Candelaria, Santa Ana, Comandante Andresito y El Soberbio.
En dichas elecciones obtiene un total de 3.041 votos, correspondientes al 0,46% del total provincial, lo que lo posicionó como el partido con el menor número de votos en dichos comicios.

### Elecciones provinciales 2025
En las legislativas provinciales de Misiones 2025, el Partido Demócrata de Misiones se presenta de forma independiente.